# National Wilderness Preservation System

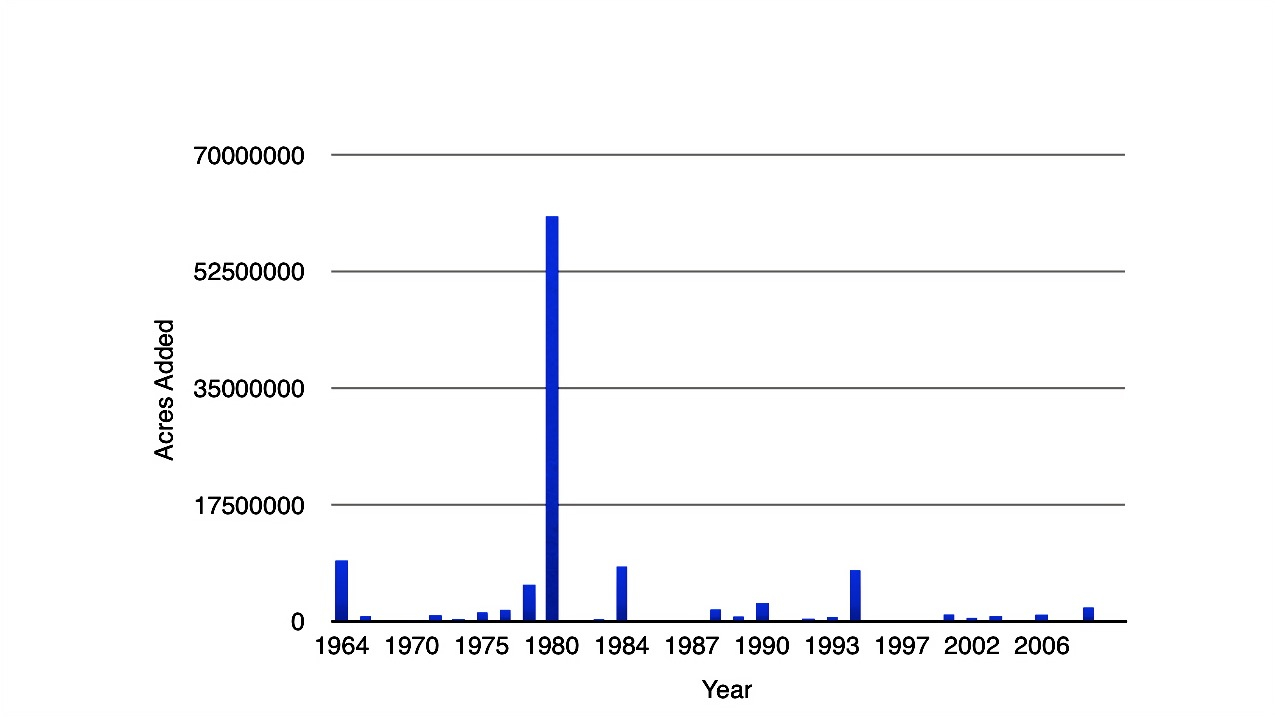
Neu ausgewiesene Acres pro Jahr (1964–2007)

Das National Wilderness Preservation System (NWPS) der Vereinigten Staaten schützt staatlich verwaltete Naturschutzgebiete bzw. Wildnisgebiete (Strict Nature Reserve/Wilderness Area), die zur Erhaltung in ihrem natürlichen Zustand bestimmt sind. Die Aktivitäten in offiziell ausgewiesenen Wilderness Areas werden vom National Wilderness Preservation System koordiniert. Naturschutzgebiete werden von vier Landverwaltungsbehörden des Bundes verwaltet: dem National Park Service, dem US Forest Service, dem US Fish and Wildlife Service und dem Bureau of Land Management. Der Begriff Wildnis ist definiert als „ein Gebiet, in dem die Erde und die Lebensgemeinschaft vom Menschen nicht beeinträchtigt werden, in dem der Mensch selbst ein Besucher ist, der nicht bleibt“ und „ein Gebiet unentwickelten Bundeslandes, das seinen ursprünglichen Charakter und Einfluss behält, ohne dauerhafte Verbesserungen oder menschliche Besiedlung, die geschützt und verwaltet werden, um ihre natürlichen Bedingungen zu erhalten“. Ab 2016 gibt es 803 ausgewiesene Wildnisgebiete mit einer Gesamtfläche von 45.069.120 ha oder etwa 4,5 % der Fläche von den Vereinigten Staaten.